# Ante Jozić

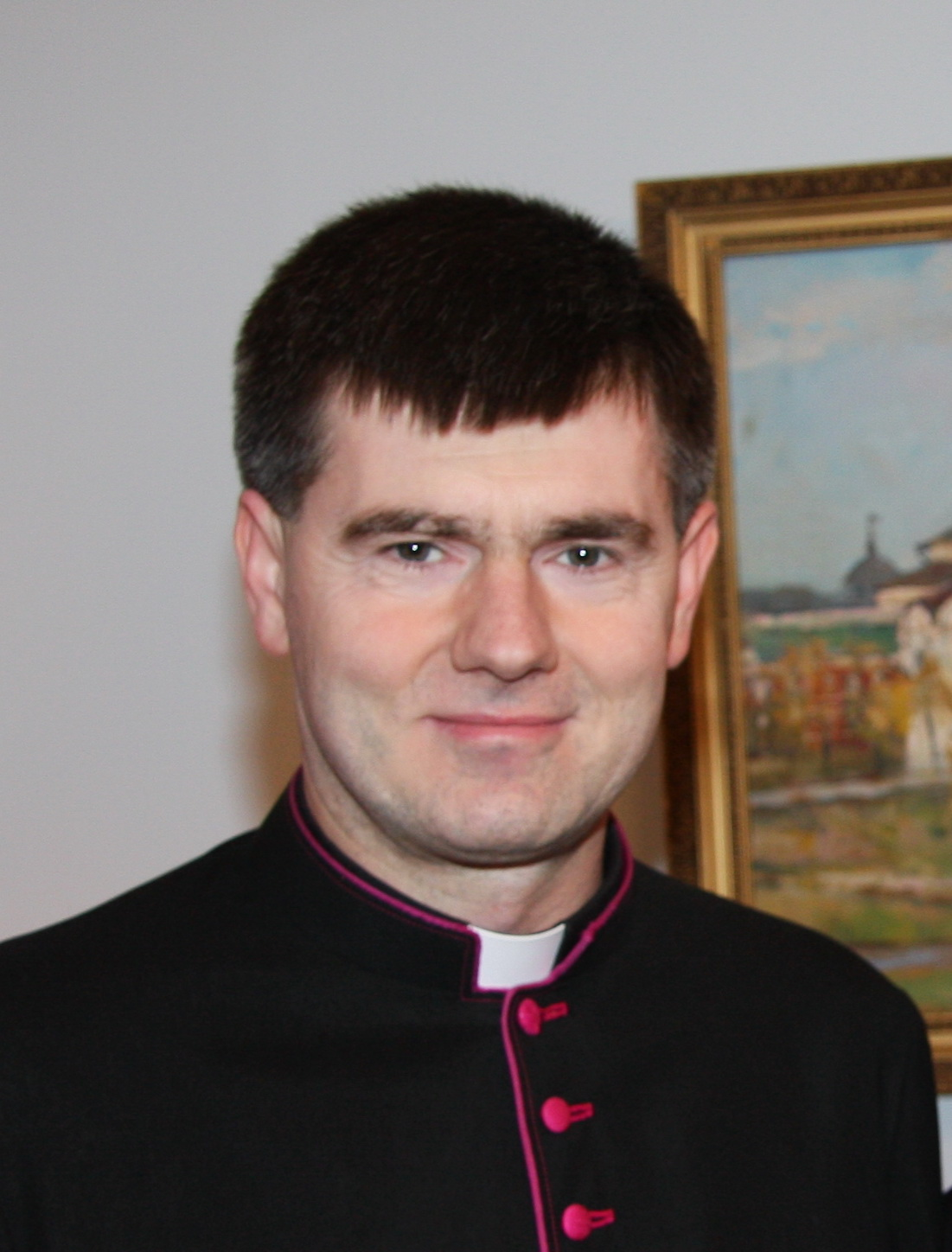
Ante Jozić (2008)

Wappen von Ante Jozić

Ante Jozić (* 16. Januar 1967 in Trilj, Sozialistische Republik Kroatien) ist ein kroatischer Geistlicher, Diplomat des Heiligen Stuhls und römisch-katholischer Erzbischof.

## Leben
Ante Jozić empfing am 28. Juni 1992 durch Erzbischof Ante Jurić das Sakrament der Priesterweihe für das Erzbistum Split-Makarska.
Nach seiner Priesterweihe erwarb er einen Abschluss sowohl im Zivil- wie im Kirchenrecht. Zum 1. Juli 1999 trat er in den diplomatischen Dienst des Heiligen Stuhls ein. Er war in den Nuntiaturen in Indien, Russland und auf den Philippinen eingesetzt, zuletzt im Rang eines Nuntiaturrats.
Am 2. Februar 2019 ernannte ihn Papst Franziskus zum Titularerzbischof von Cissa und zum Apostolischen Nuntius in der Republik Elfenbeinküste. Wegen Verletzungen durch einen Autounfall wurde die Bischofsweihe aufgeschoben und zum Oktober 2019 auch seine Beauftragung als Nuntius in der Republik Elfenbeinküste aufgehoben.
Am 21. Mai 2020 ernannte ihn Papst Franziskus zum Apostolischen Nuntius in Belarus. Kardinalstaatssekretär Pietro Parolin spendete ihm am 16. September desselben Jahres die Bischofsweihe. Mitkonsekratoren waren der Erzbischof von Split-Makarska, Marin Barišić, und dessen Koadjutorerzbischof Dražen Kutleša.
Am 28. Juni 2024 ernannte ihn Papst Franziskus zum Apostolischen Nuntius in Georgien und Armenien.